# Никольское (Новодугинский район)
Никольское — деревня в Новодугинском районе Смоленской области России. Входит в состав Высоковского сельского поселения. 
Расположена в северо-восточной части области в 15 км к югу от Новодугино, в 3 км восточнее автодороги Р134 «Старая Смоленская дорога» Смоленск — Дорогобуж — Вязьма — Зубцов, на берегу реки Салик. В 1,5 км севернее деревни расположена железнодорожная станция Александрино на линии Вязьма — Ржев.

## История
В годы Великой Отечественной войны деревня была оккупирована гитлеровскими войсками в октябре 1941 года, освобождена в марте 1943 года.
В деревне родился и жил полный кавалер ордена Славы Михаил Васильев.